# Saison 1988 de la Ligue canadienne de football
Chronologie
Saison précédente Saison suivante
1988 est la 31e saison de la Ligue canadienne de football et la 105e saison depuis la fondation de la Canadian Rugby Football Union en 1884.

## Classement
| Clt   | Équipe                   | PJ | V  | D  | N | BP  | BC  | Pts |
| ----- | ------------------------ | -- | -- | -- | - | --- | --- | --- |
| +001, | Argonauts de Toronto     | 18 | 14 | 4  | 0 | 571 | 326 | 28  |
| +002, | Blue Bombers de Winnipeg | 18 | 9  | 9  | 0 | 407 | 458 | 18  |
| +003, | Tiger-Cats de Hamilton   | 18 | 9  | 9  | 0 | 478 | 465 | 18  |
| +004, | Rough Riders d'Ottawa    | 18 | 2  | 16 | 0 | 278 | 618 | 4   |

| Clt   | Équipe                           | PJ | V  | D  | N | BP  | BC  | Pts |
| ----- | -------------------------------- | -- | -- | -- | - | --- | --- | --- |
| +001, | Eskimos d'Edmonton               | 18 | 11 | 7  | 0 | 477 | 408 | 22  |
| +002, | Roughriders de la Saskatchewan   | 18 | 11 | 7  | 0 | 525 | 452 | 22  |
| +003, | Lions de la Colombie-Britannique | 18 | 10 | 8  | 0 | 489 | 417 | 20  |
| +004, | Stampeders de Calgary            | 18 | 6  | 12 | 0 | 395 | 476 | 12  |

## Séries éliminatoires

### Demi-finale de la division Ouest
- 13 novembre : Lions de la Colombie-Britannique 42 - Roughriders de la Saskatchewan 18

### Finale de la division Ouest
- 20 novembre : Lions de la Colombie-Britannique 37 - Eskimos d'Edmonton 19

### Demi-finale de la division Est
- 13 novembre : Tiger-Cats de Hamilton 28 - Blue Bombers de Winnipeg 35

### Finale de la division Est
- 20 novembre : Blue Bombers de Winnipeg 27 - Argonauts de Toronto 11

### 76ecoupe Grey
- 27 novembre : Les Blue Bombers de Winnipeg gagnent 22-21 contre les Lions de la Colombie-Britannique au parc Lansdowne à Ottawa (Ontario).

## Honneurs individuels
- Trophée Schenley du meilleur joueur : David Williams (en) (RÉ), Lions de la Colombie-Britannique
- Trophée Schenley du meilleur joueur défensif : Grover Covington (en) (AD), Tiger-Cats de Hamilton
- Trophée Schenley du meilleur joueur de ligne offensive :  Roger Aldag (en) (G), Roughriders de la Saskatchewan
- Trophée Schenley du meilleur Canadien : Ray Elgaard (en) (DI), Roughriders de la Saskatchewan
- Trophée Schenley de la meilleure recrue : Orville Lee (en) (DD), Rough Riders d'Ottawa

## Équipes des étoiles
Source :

### Offensive
- QB : Matt Dunigan, Lions de la Colombie-Britannique.
- RB : Anthony Cherry, Lions de la Colombie-Britannique.
- RB : Gill Fenerty, Argonauts de Toronto.
- SB : Ray Elgaard (en), Roughriders de la Saskatchewan.
- SB : Emanuel Tolbert, Stampeders de Calgary.
- WR : David Williams (en), Lions de la Colombie-Britannique.
- WR : James Murphy (en), Blue Bombers de Winnipeg.
- C  : Ian Beckstead, Argonauts de Toronto.
- OG : Roger Aldag (en), Roughriders de la Saskatchewan.
- OG : Gérald Roper, Lions de la Colombie-Britannique.
- OT : Chris Schultz, Argonauts de Toronto.
- OT : Jim Mills (en), Lions de la Colombie-Britannique.

### Défensive
- DT : Mike Walker, Tiger-Cats de Hamilton.
- DT : Brett Williams, Eskimos d'Edmonton.
- DE : Grover Covington (en), Tiger-Cats de Hamilton.
- DE : Bobby Jurasin, Roughriders de la Saskatchewan.
- LB : Danny Bass (en), Eskimos d'Edmonton.
- LB : Greg Stumon, Lions de la Colombie-Britannique.
- LB : Willie Pless (en), Argonauts de Toronto.
- CB : Stanley Blair, Eskimos d'Edmonton.
- CB : Reggie Pleasant, Argonauts de Toronto.
- DB : Selwyn Drain, Argonauts de Toronto.
- DB : Howard Fields, Tiger-Cats de Hamilton.
- DS : Bennie Thompson, Blue Bombers de Winnipeg.

### Unités spéciales
- P : Bob Cameron, Blue Bombers de Winnipeg.
- K : Dave Ridgway, Roughriders de la Saskatchewan.
- ST : Earl Winfield, Tiger-Cats de Hamilton.